# Vámtarifák Donald Trump második elnöksége alatt
Trump második kormányzata globálisan büntetővámokat jelentett be más országok importtermékei ellen. A kereskedelempolitikája nyíltan protekcionista.

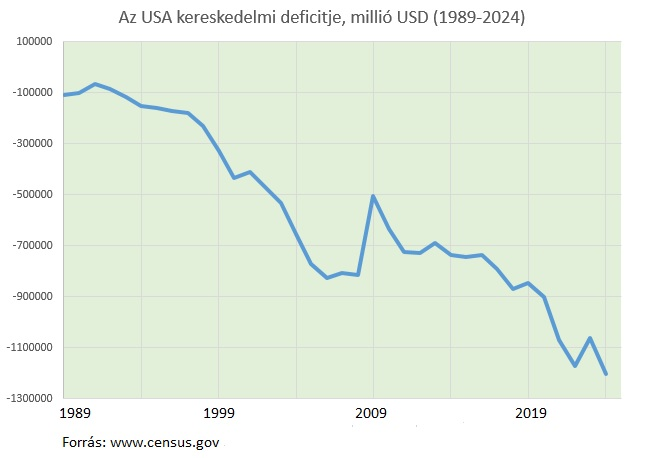

Az Amerikai Egyesült Államok feldolgozóipari termelésének a globális termelésből való részesedése 2023-ban 17,4% volt, szemben a 2001-es 28,4%-kal. 1997 és 2024 között az Egyesült Államokban mintegy 5 millió munkahely szűnt meg a feldolgozóiparban, ez alapján a történelem egyik legnagyobb mértékű visszaesése következett be a feldolgozóipari foglalkoztatásban.
Donald Trump második elnöksége 2025. január 20-án kezdődött meg, az elnök tervei között szerepelt az amerikai gazdaság védelme, amelyhez kereskedelempolitikai eszközöket kívánt alkalmazni, vámok kivetését és megemelését hangsúlyozta. A Fehér Ház által közzétett tájékoztatás szerint az országok generációk óta kihasználják az Egyesült Államokat, és magasabb vámokkal sújtják. Az alábbi példákat hozták fel:
- Az Egyesült Államok 2,5%-os vámot vet ki a személygépkocsik (belső égésű motorral) behozatalára,[forrás?] míg az Európai Unió (10%) [forrás?] és India (70%), vagyis sokkal magasabb vámot vet ki ugyanarra a termékre.[1]
- A hálózati kapcsolók és routerek esetében az Egyesült Államok 0%-os vámot vet ki, de India (10-20%) vámot vet ki.
- Brazília (18%) és Indonézia (30%) vámot vet ki az etanolra, mint az Egyesült Államok (2,5%).
- A hántolatlan rizsre az Egyesült Államok 2,7%-os vámot vet ki, míg India (80%), Malajzia (40%) és Törökország (31%) vámot vet ki.
- Az alma vámmentesen kerül az Egyesült Államokba, de például Törökország (60,3%) és India (50%) vámot alkalmaz.

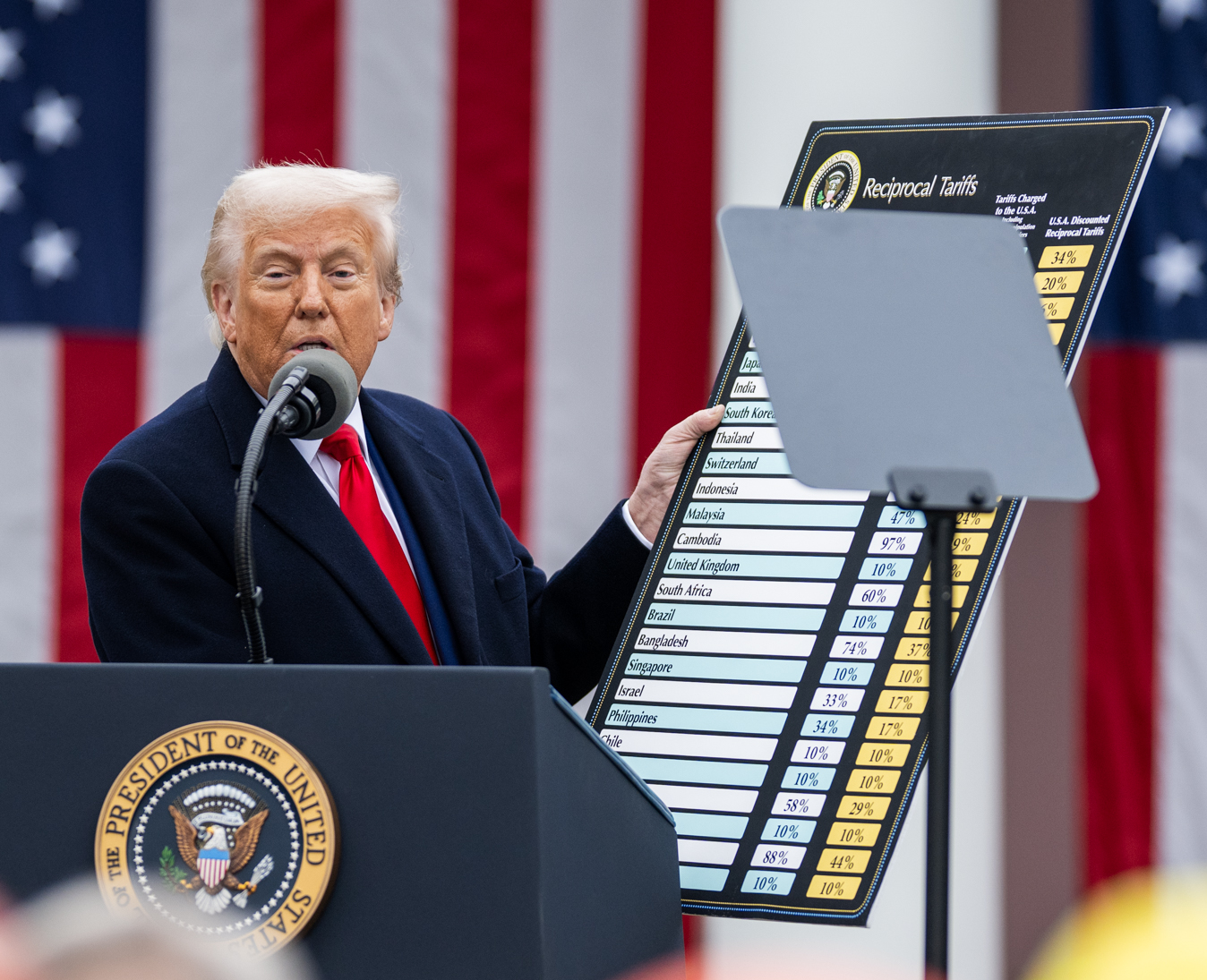
Trump elnök bejelenti az új vámtarifákat 2025. április 2-án

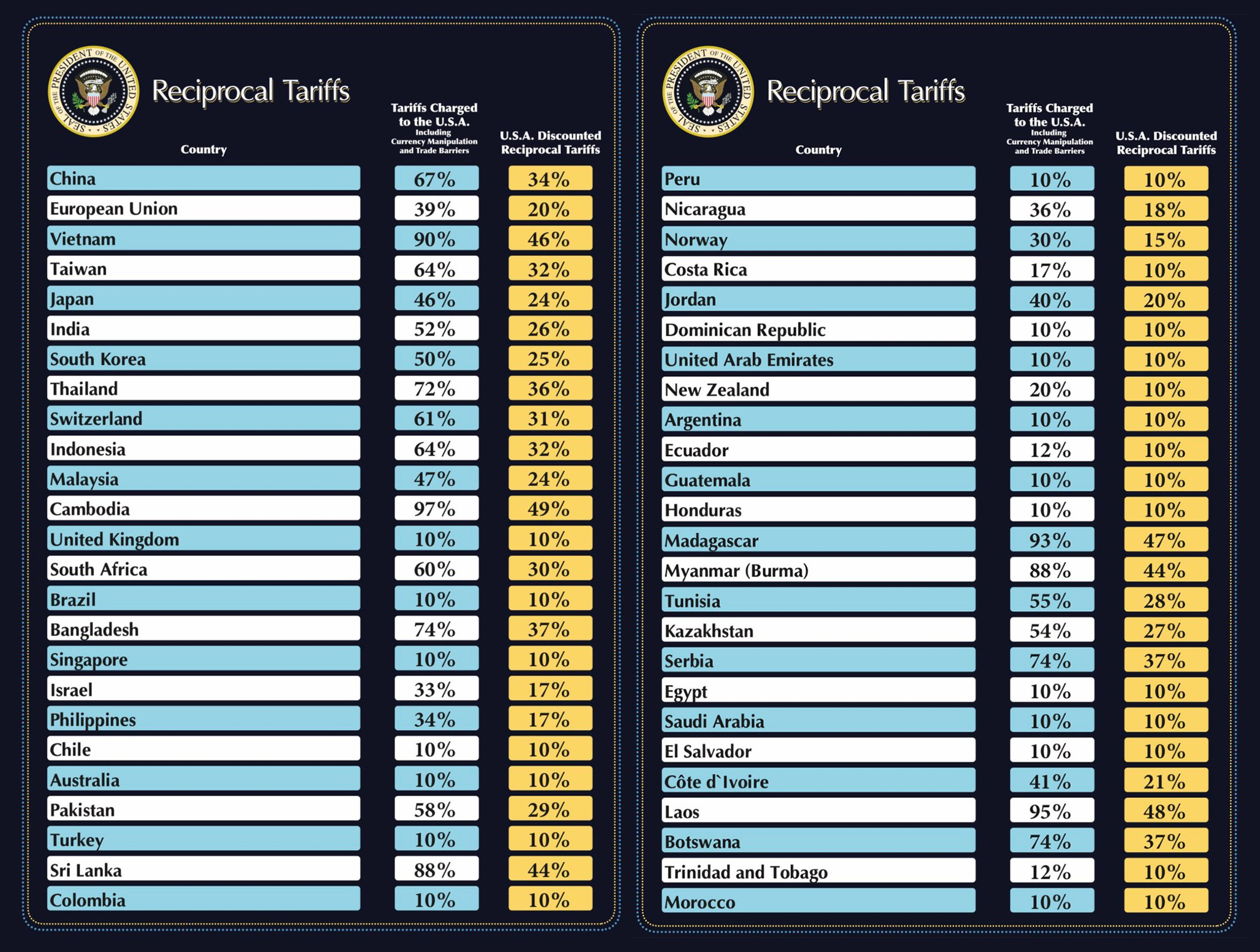
A Trump által bevezetett vámtarifákat bemutató táblázat

Donald Trump elnök 2025. április 2-án jelentette be, hogy a külkereskedelem és a gazdasági gyakorlatok nemzeti vészhelyzetet teremtettek, és rendeletében vámokat vezet be az Egyesült Államok nemzetközi gazdasági pozíciójának megerősítése és az amerikai munkavállalók védelme érdekében. Trump elnök az Egyesült Államok egyes kereskedelmi partnereire vonatkozóan külön-külön megszabott „kölcsönös” vámot vet ki, indoklásuk szerint azokra az országokra, amelyekkel szemben az Egyesült Államoknak a legnagyobb kereskedelmi deficitje van. Minden más országra továbbra is az eredeti 10%-os alapvám vonatkozik majd. 2025 április 2-át a „Felszabadulás napjának” (angolul Liberation Day) nevezte az elnök. A rendelet 2025. április 9-én 12:01 órakor lép hatályba.
Az amerikai megközelítés szerint az Egyesült Államok nagy és tartós éves áruforgalmi deficitje az amerikai gyártási kapacitás növelésére való ösztönzés hiányát eredményezte. Az intézkedéstől hosszú távon az amerikai termelés növekedését, az ország újraiparosítását és munkahelyteremtést várnak.
Kanada és Mexikó esetében a meglévő IEEPA-rendeletek továbbra is hatályban maradnak. Ez azt jelenti, hogy a 2020-ban kötött az Amerikai Egyesült Államok, Mexikó és Kanada közötti szabadkereskedelmi megállapodásnak (angolul United States–Mexico–Canada Agreement, USMCA) megfelelő árukra továbbra is 0%-os vámot, az USMCA-nak nem megfelelő árukra 25%-os vámot, az USMCA-nak nem megfelelő energia- és káliumtartalmú termékekre pedig 10%-os vámot vetnek ki.
A döntés értelmében Kanadára és Mexikóra vonatkozóan további vám nem kerül bevezetésre, ezért a 10%-os alapvám nem vonatkozik ezen két szomszédos országra. A Fehér Ház közölte, hogy mindkét országgal szemben a Trump korábbi végrehajtási rendeleteiben meghatározott keretet fogja kezelni. Trump korábban ezeket a vámokat 25%-ban állapította meg a két országból érkező összes árura, mielőtt bejelentette volna, hogy bizonyos mentességeket és halasztásokat alkalmaz.
A külföldön gyártott autók importjaira vonatkozóan egy új amerikai 25%-os vám bevezetésére kerül sor. Trump megerősítette az egyes árukra korábban bejelentett vámokat is, többek között az acélra, az alumíniumra és a külföldön gyártott autókra kivetett 25%-os vámokat.
A gyógyszerek, a réz, a fűrészáru, a félvezetők és az energia esetében nem kerül sor vám kiszabására.

## A kezdeti vámtételek az egyes országokra
2025 áprilisától a bevezetésre kerülő vámtételek az egyes országokra, területekre vonatkozóan 

| Állam, terület                                                                                 | Trump vámja (%) | Amerikai import részarány (%) (1%-ot meghaladó értékek) |
| ---------------------------------------------------------------------------------------------- | --------------- | ------------------------------------------------------- |
| Egyesült Királyság                                                                             | 10              | 2,1                                                     |
| Brazília                                                                                       | 10              | 1,3                                                     |
| Szingapúr                                                                                      | 10              | 1,3                                                     |
| Chile, Ausztrália, Törökország, Egyesült Arab Emírségek, Argentína, Panama, Szaúd-Arábia, stb. | 10              |                                                         |
| Kamerun, Kongói Demokratikus Köztársaság                                                       | 11              |                                                         |
| Egyenlítői-Guinea, Csád                                                                        | 13              |                                                         |
| Nigéria                                                                                        | 14              |                                                         |
| Norvégia, Venezuela                                                                            | 15              |                                                         |
| Mozambik                                                                                       | 16              |                                                         |
| Izrael, Fülöp-szigetek, Zambia, Malawi                                                         | 17              |                                                         |
| Nicaragua, Zimbabwe                                                                            | 18              |                                                         |
| Európai Unió                                                                                   | 20              | 18,5                                                    |
| Jordánia                                                                                       | 20              |                                                         |
| Elefántcsontpart, Namíbia                                                                      | 21              |                                                         |
| Vanuatu                                                                                        | 22              |                                                         |
| Japán                                                                                          | 24              | 4,5                                                     |
| Malajzia                                                                                       | 24              | 1,6                                                     |
| Brunei                                                                                         | 24              |                                                         |
| Dél-Korea                                                                                      | 25              | 4.0                                                     |
| India                                                                                          | 26              | 2,7                                                     |
| Kazahsztán                                                                                     | 27              |                                                         |
| Tunézia                                                                                        | 28              |                                                         |
| Pakisztán, Norfolk-sziget                                                                      | 29              |                                                         |
| Dél-afrikai Köztársaság, Algéria, Nauru                                                        | 30              |                                                         |
| Svájc                                                                                          | 31              | 1,9                                                     |
| Moldova, Líbia                                                                                 | 31              |                                                         |
| Kínai Köztársaság (Tajvan)                                                                     | 32              | 3,6                                                     |
| Indonézia, Fidzsi-szigetek, Angola                                                             | 32              |                                                         |
| Észak-Macedónia                                                                                | 33              |                                                         |
| Kína                                                                                           | 34              | 13,4                                                    |
| Bosznia-Hercegovina                                                                            | 35              |                                                         |
| Thaiföld                                                                                       | 36              | 1.9                                                     |
| Banglades, Szerbia, Botswana, Liechtenstein                                                    | 37              |                                                         |
| Guyana                                                                                         | 38              |                                                         |
| Irak                                                                                           | 39              |                                                         |
| Mauritius                                                                                      | 40              |                                                         |
| Falkland-szigetek, Szíria,                                                                     | 41              |                                                         |
| Srí Lanka, Mianmar                                                                             | 44              |                                                         |
| Vietnám                                                                                        | 46              | 4,2                                                     |
| Madagaszkár                                                                                    | 47              |                                                         |
| Laosz                                                                                          | 48              |                                                         |
| Kambodzsa                                                                                      | 49              |                                                         |
| Lesotho                                                                                        | 50              |                                                         |

Saint-Pierre (Saint-Pierre és Miquelon) és Réunion területekre vonatkozóan 10%-os alapvám kerül bevezetésre, annak ellenére hogy a márciusi tervek szerint az előbbi 50%-os, míg az utobbi terület esetében 37%-os lett volna a vám mértéke.

### A táblázatból kimaradt államok
A rendelkezést tartalmazó országok listájából kimaradt államok:
- Kanada és  Mexikó: Ezen két ország már korábbi vámok célpontjai voltak. Trump később szüneteltette a vámokat az Egyesült Államok-Mexikó-Kanada szabadkereskedelmi megállapodás hatálya alá tartozó termékekre.
- Oroszország: Scott Bessent amerikai pénzügyminiszter elmondta, hogy Oroszországot azért hagyták le a listáról, mert a szankciók miatt az ország 2022-es ukrajnai inváziója után az amerikai-orosz kereskedelem gyakorlatilag megszűnt. Az Oroszországgal folytatott amerikai kereskedelem értéke évtizedek óta a legalacsonyabb szintre esett, azonban az amerikai kereskedelmi adatok szerint Oroszország 2024-ben még mindig 3,5 milliárd dollár értékben exportált árut az Egyesült Államokba. Trump 2025. márciusában jelezte, hogy további szankciókat és vámokat fontolgat Oroszországgal szemben, mindaddig, amíg nem születik tűzszünet és végleges békemegállapodás a békéről.
- Észak-Korea,  Kuba és  Fehéroroszország: Ezen országok azért nem kerültek be a jegyzékbe, mert a rájuk vonatkozó meglévő vámok és szankciók már így is nagyon magasak voltak. A három ország, valamint Oroszország „nem tartozik a kölcsönös vámrendelet hatálya alá, mivel már most is rendkívül magas vámokkal kell szembenézniük, és a korábban bevezetett szankcióink kizárnak minden érdemi kereskedelmet ezekkel az országokkal” - közölte a Fehér Ház tisztviselője.

## Az intézkedés hatásai, válaszlépések
Az intézkedés világszerte, így az Egyesült Államokban is hatalmas tőzsdei visszaeséseket okozott, a legnagyobbakat a Covid19-pandémia óta. Azonban néhány hónappal később a Nasdaq és az S&P 500 tőzsdei mutatók rekordot döntöttek. Habár Biden elnökségét követően az Egyesült Államok GDP-je az első negyedévben még csökkent, a vámok bevezetése után a reál GDP 3%-os növekedést mutatott. A külkereskedelmi deficit közel két éves mélypontra csökkent. 2025 júliusában a munkanélküliségi ráta továbbra is 4,2% volt, akár csak áprilisban, annak ellenére, hogy Trump beiktatása óta több, mint 275 ezer szövetségi munkavállalót bocsátottak el.
A vámok tulajdonképpen a más országokból származó árukra kivetett adók. Az árut az országba behozó vállalatok fizetnek a kormánynak egy adott összeget, amely általában az áru értékének egy bizonyos százaléka. Az importőrök minden bizonnyal áthárítják majd az importált áruk megnövekedett költségeit a vásárlóikra, illetve, ha ez nem lehetséges, csökkentik az importot, ami azt jelenti, hogy kevesebb termék áll rendelkezésre – ami további nyomást gyakorol az árakra, így az infláció növekedéséhez vezethet. Az autók, a házépítéshez használt faanyag, a sör, a whisky és a tequila, valamint az avokádó is azok közé az áruk közé tartozik, amelyek drágulhatnak. Annak ellenére, hogy közvetlenül a vámok bevezetése után 2025 áprilisában kisebb szintre csökkent az infláció (2,3%), ez szakértők szerint az utolsó pozitív eredmény volt az előtt, hogy amerikai cégeket elkezdjék a vámok komolyan érinteni, amelynek következtében a következő hónapok havi inflációs értéke a 3,5%-ot is könnyen elérheti. Az imént említett szakértők véleménye ellenére 2025 júniusában és júliusában is csupán a 2,7%-os értéket érte el az infláció, mely a vártnál alacsonyabb érték. Viszonyításképp Joe Biden elnöksége alatt az inflációs ráta a 9,1%-ot is elérte, melyre azelőtt 41 évig nem került sor.
A JP Morgan befektetési bank számításai szerint a korábbi 40%-ról 60%-os esélyt lát arra, hogy a kibontakozó vámháború okán a világgazdaság 2025. év végére recesszióba kerül. Ennek ellenére két hónappal a vámok bevezetése után az Egyesült Államok reál GDP-je a második negyedévben 3%-kal növekedett a várt 2,3% helyett.
Az amerikai bejelentést kövező napokban a világ országainak vezetői reagáltak az új vámokra. A legtöbb ország részéről óvatosabban fogalmaztak, többen bíznak a megegyezésben és tárgyalásokkal szeretnének változtatni a kiadott vámtarifák mértékein. Azonban vannak olyan államok is, amelyek erőteljesen reagáltak, így az amerikai termékekkel szemben viszontvámok bevezetéseit jelentettek be.
- Kanada 25 százalékos vámot jelentett be minden olyan, az Egyesült Államokból importált járműre, amely nem felel meg az USMCA-nak.[7]
- Az Európai Unió esetében az Egyesült Államok 20 százalékos vámot vetett ki az EU szinte minden exporttermékére. Mindez kiegészíti a már érvényben lévő 25 százalékos ágazati vámokat, amelyek az acélra, alumíniumra és a gépjárművekre vonatkoznak.

Április 9-én az EU tagállamai megszavazták az Európai Bizottság javaslatát a viszontvámokról, egyedül Magyarország szavazott ellene. A döntés értelmében 22 milliárd dollárnyi (8,1 billió forint) amerikai terméket, köztük szójababot, motorkerékpárokat és narancslét vámolnak meg. Az ellenvámok április 15-étől életbe lépnek, de bármikor felfüggeszthetők, ha az Egyesült Államokkal sikerül megállapodni. A szeszesitalok vámjainak emeléséről lemondtak a nagy bortermelő európai államokra tekintettel.
- Kína 34%-os megtorló vámokat jelentett be az amerikai importra, ami a Donald Trump által kirobbantott kereskedelmi háború jelentős eszkalációját jelzi. „Az Egyesült Államokból származó valamennyi importált árura a jelenleg alkalmazandó vámtételen felül 34%-os kiegészítő vámot vetnek ki” - közölte a kínai pénzügyminisztérium. A kínai kereskedelmi minisztérium továbbá közölte, hogy további korlátozásokat vezet be a ritkaföldfémek exportjára is, amelyeket a csúcstechnológiai gyártásban, például az akkumulátorok és az elektromos járművek gyártásában használnak. További 16 amerikai vállalatot és szervezetet vett fel az exportellenőrzési listájára, ami azt jelenti, hogy a kínai vállalatok nem köthetnek velük üzletet.[17]

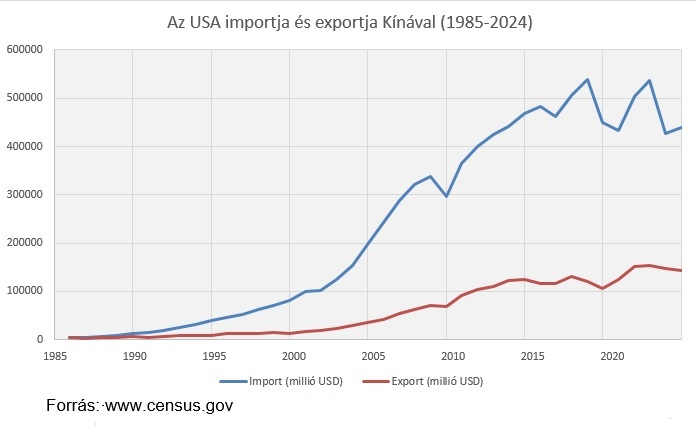

Az amerikai vámtarifák április elején történt bejelentését követő napokban a bizonytalanság legmagasabb foka mutatkozott a világgazdaság és az egyes országok jövőbeli külkereskedelmét illetően. Szinte napról napra változott az amerikai tervezet, Trump eredeti döntései -  figyelemmel a további bejelentéseire - nem voltak véglegesek. Kína vonatkozásában egyre durvult a helyzet, a két ország egymás ellen emelte a büntetővámjaik mértékét. 2025. április 9-én Trump tovább emelte a Kínát sújtó vámok mértékét, így már 125 százalékra növelte a tarifát. Trump közlése szerint 75 ország kereste meg azért, hogy tárgyaljanak a vámokról: „Ezek az országok az én határozott javaslatomra semmilyen módon nem hajtottak végre megtorló lépéseket az Egyesült Államokkal szemben, nekik a 90 napos szünetet engedélyeztem, és ezen időszak alatt 10 százalékos, jelentősen csökkentett, szintén azonnali hatályú kölcsönös vámok az érvényesek rájuk nézve” – adta közre.
Az Egyesült Államok 2025. június 4-én az acél és alumínium esetében 25%-ról 50%-ra emelte fel a vám értékét. Ezen emelés alól az Egyesült Királyság mentesült.

### A vámháború kibontakozása az Egyesült Államok és Kína között
Az Amerikai-kínai vámháború főbb eseményei:
| Dátum       | Amerikai intézkedés | Dátum       | Kínai intézkedés |
| Február 1.  | Az összes kínai importra egy további 10%-os vám kivetése                                                                                             | Február 4.  | Kína erre egy 15% vámot vett ki az amerikai szénre és cseppfolyósított földgázra, és 10% vámot a nyersolajra, mezőgazdasági gépekre és nagyméretű autókra                                                  |
| Március 3.  | A kínai termékekre további 10%-kal emeli a vámtételt                                                                                                 | Március 4.  | Kína az amerikai importra 15%-os vámot vett ki a csirke, búza, kukorica, gyapot esetében, és 10%-os kulcsot a cirok, szójabab, sertéshús, marhahús, tengeri termékekre, zöldség, gyümölcs és tejtermékekre |
| Április 2.  | A kínai termékekre további 34%-kal emeli a vámtételt                                                                                                 | Április 4   | Az összes amerikai termékre további 34%-kal emeli a vámtételt, amely április 10-től lép hatályba |
| Április 7.  | A kínai termékekre további 50%-kal emeli a vámtételt                                                                                                 | Április 9.  | Kína 84%-ra emeli az amerikai import vámot |
| Április 9.  | A legtöbb partner ország részére egy 90 napos haladék bejelentése, míg Kína esetében már 145%-ra emeli a vámot                                       | Április 11. | Kína 125%-ra emeli az amerikai import vámot |
| Április 11. | A legtöbb ország esetében a vám alól kizárja a szórakoztatóelektronikai cikkeket, de a kínai elektronikai termékek esetében megtart egy 20%-os vámot |             | |

A Kínából származó termékekre ezzel már 145% vám vonatkozott, ebből 20% az alap vámkulcs, 125% pedig a megtorló vámintézkedések miatt kivetett extra vám. Majd létrehoztak egy úgynevezett kivételi listát, amin többek közt az okostelefonok, a számítógépek, a memóriachipek, a PC-s alkatrészek és egyéb elektronikai eszközök szerepeltek, ezek mentesültek a vám alól.  Április 16-án bejelentették, hogy egyes kínai termékek vámszintje 245 százalékra emelkedik. A fentiek szerint alakultak a vámtételek:
| Termékkategória - vámtétel      | Termékkategória - vámtétel      | Termékkategória - vámtétel | Termékkategória - vámtétel |
| ------------------------------- | ------------------------------- | -------------------------- | -------------------------- |
| Fecskendők és tűk - 245%        | Műanyag edények - 159%          | C-vitamin - 145%           | Fém bútorok - 70%          |
| Lítium-ion akkumulátorok - 173% | Kenyérpirítók - 150%            | Alumíniumfólia - 75%       | Autóajtó-zsanérok - 67%    |
| Tintahal (tengeri étel) - 170%  | Elektromos járművek - 148%      | Autófelnik - 73%           | Laptopok - 20%             |
| Gyapjúpulóverek - 169%          | Játékok, babák, puzzle-k - 145% | Félvezetők - 70%           | Gyermekkönyvek - 0%        |

## A módosított vámtételek
Az áprilisban bejelentett vámtételek bevezetését a legtöbb esetben 90 napra felfüggesztették, majd július 31-én bejelentették, hogy augusztustól hogyan módosulnak az egyes államokra vonatkozóan. Összesen 92 országra vonatkozóan vezetett be új vámokat. 
2025. július 27-én jelentették be, hogy az Európai Unióval megállapodásra került sor, ami szerint az EU exportjára 15%-os vám vonatkozik. Az EU vállalta, hogy az amerikai termékekre nem vet ki vámokat, továbbá 750 milliárd dollár értékben vásárol energiát, 600 milliárd dollárt fektet be az Egyesült Államokban, valamint amerikai katonai felszereléseket vásárol. Bizonyos területeken, többek között repülőgépekre és repülőgép-alkatrészekre, vegyi anyagokra és egyes gyógyszerekre 0%-os vámtételről állapodtak meg.
Mexikó esetében a fentanilra 25%-os, az autókra 25%-os, az acél-, alumínium- és rézre pedig 50%-os vámot vetnek ki, azonban ezek bevezetését 90 napra felfüggesztették. Kínával és Mexikóval a tárgyalások augusztus elején még folyamatban voltak, így ezek államokkal megállapodásokra ekkor még nem került sor. 
Brazília eredetileg 10%-os vámmal szerepelt, de további 40%-os vámtól döntöttek, ami azt jelenti, hogy a legtöbb árura 50%-os vám vonatkozik.
Kanada esetében augusztus 1-től  a vámtarifákat 35%-ra emelték. Ez azonban nem vonatkozott az Egyesült Államok–Mexikó–Kanada megállapodás alá eső árukra. A többi államra kivetett új tarifák augusztus 7-én lépnek hatályba.
A módosításokat követően 2025. augusztusában az alábbi vámtételek kerültek meghatározásra 
| Állam/terület                   | Vám % (összesen) | országspecfiikus | korábbi büntetővám | kereskedelmi megállapodás | új vám |
| ------------------------------- | ---------------- | ---------------- | ------------------ | ------------------------- | ------ |
| Afganisztán                     | 15               | -                | -                  | -                         | 15     |
| Algéria                         | 30               | -                | 30                 | -                         | 30     |
| Angola                          | 15               | -                | 32                 | -                         | 15     |
| Európai Unió (tagállamai)       | 15               | -                | 20                 | 15                        | 15     |
| Bangaldes                       | 20               | -                | 37                 | -                         | 20     |
| Bolívia                         | 15               | -                | -                  | -                         | 15     |
| Bosznia-Hercegovina             | 30               | -                | 35                 | -                         | 30     |
| Botswana                        | 15               | -                | 37                 | -                         | 15     |
| Brazília                        | 50               | 40               | -                  | -                         | 10     |
| Brunei                          | 25               | -                | 24                 | -                         | 25     |
| Costa Rica                      | 15               | -                | -                  | -                         | 15     |
| Csád                            | 15               | -                | 13                 | -                         | 15     |
| Dél-Afrikai Köztársaság         | 30               | -                | 30                 | -                         | 30     |
| Dél-Korea                       | 15               | -                | 25                 | 15                        | 15     |
| Ecuador                         | 15               | -                | -                  | -                         | 15     |
| Egyenlítői Guinea               | 15               | -                | 13                 | -                         | 15     |
| Egyesült Királyság              | 10               | -                | -                  | 10                        | 10     |
| Elefántcsontpart                | 15               | -                | 21                 | -                         | 15     |
| Észak-Macedónia                 | 15               | -                | 33                 | -                         | 15     |
| Fidzsi                          | 15               | -                | 32                 | -                         | 15     |
| Fülöp-szigetek                  | 19               | -                | 17                 | 19                        | 19     |
| Ghána                           | 15               | -                | -                  | -                         | 15     |
| Guyana                          | 15               | -                | 38                 | -                         | 15     |
| India                           | 25               | -                | 26                 | -                         | 25     |
| Indonézia                       | 19               | -                | 32                 | 19                        | 19     |
| Irak                            | 35               | -                | 39                 | -                         | 35     |
| Izland                          | 15               | -                | -                  | -                         | 15     |
| Izrael                          | 15               | -                | 17                 | -                         | 15     |
| Japán                           | 15               | -                | 24                 | 15                        | 15     |
| Jordánia                        | 15               | -                | 20                 | -                         | 15     |
| Kambodzsa                       | 19               | -                | 49                 |                           | 19     |
| Kamerun                         | 15               | -                | 11                 | -                         | 15     |
| Kanada                          | 35               | 35               |                    |                           |        |
| Kazahsztán                      | 25               | -                | 27                 | -                         | 25     |
| Kína                            | 30               | 20               | 125                |                           |        |
| Kongói Demokratikus Köztársaság | 15               | -                | 11                 | -                         | 15     |
| Laosz                           | 40               | -                | 48                 | -                         | 40     |
| Lesotho                         | 15               | -                | 50                 | -                         | 15     |
| Líbia                           | 30               | -                | 31                 | -                         | 30     |
| Liechtenstein                   | 15               | -                | 37                 | -                         | 15     |
| Madagaszkár                     | 15               | -                | 47                 | -                         | 15     |
| Malajzia                        | 19               | -                | 24                 | -                         | 19     |
| Malawi                          | 15               | -                | 17                 | -                         | 15     |
| Mauritius                       | 15               | -                | 40                 | -                         | 15     |
| Mexikó                          | 25               | 25               | -                  |                           |        |
| Mianmar                         | 40               | -                | 44                 | -                         | 40     |
| Moldova                         | 25               | -                | 31                 | -                         | 25     |
| Mozambik                        | 15               | -                | 16                 | -                         | 15     |
| Namíbia                         | 15               | -                | 21                 | -                         | 15     |
| Nauru                           | 15               | -                | 30                 | -                         | 15     |
| Nicaragua                       | 18               | -                | 18                 | -                         | 18     |
| Nigéria                         | 15               | -                | 14                 | -                         | 15     |
| Norvégia                        | 15               | -                | 15                 | -                         | 15     |
| Pakisztán                       | 19               | -                | 29                 | -                         | 19     |
| Pápua Új-Guinea                 | 15               | -                | -                  | -                         | 15     |
| Srí Lanka                       | 20               | -                | 44                 | -                         | 20     |
| Svájc                           | 39               | -                | 31                 | -                         | 39     |
| Szerbia                         | 35               | -                | 37                 | -                         | 35     |
| Szíria                          | 41               | -                | 41                 | -                         | 41     |
| Tajvan                          | 20               | -                | 32                 | -                         | 20     |
| Thaiföld                        | 19               | -                | 36                 |                           | 19     |
| Törökország                     | 15               | -                | -                  | -                         | 15     |
| Trinidad és Tobago              | 15               | -                | -                  | -                         | 15     |
| Tunézia                         | 25               | -                | 28                 | -                         | 25     |
| Uganda                          | 15               | -                | -                  | -                         | 15     |
| Új-Zéland                       | 15               | -                | -                  | -                         | 15     |
| Vanuatu                         | 15               | -                | 22                 | -                         | 15     |
| Venezuela                       | 15               | -                | 15                 | -                         | 15     |
| Vietnám                         | 20               | -                | 46                 | 20                        | 20     |
| Zambia                          | 15               | -                | 17                 | -                         | 15     |
| Zimbabwe                        | 15               | -                | 18                 | -                         | 15     |

A táblázatban nem szereplő további államok vonatkozásában megállapodás nélkül, továbbra is a 10%-os vám alkalmazására került sor 2025 augusztusától: Albánia, Andorra, Antigua és Barbuda, Argentína, Ausztrália, Azerbajdzsán, Bahama-szigetek, Bahrein, Barbados, Fehéroroszország, Belize, Benin, Bhután, Bissau-Guinea, Burkina Faso, Burundi, Chile, Comore-szigetek, Dél-Szudán, Dominikai Közösség, Dominikai Köztársaság, Dzsibuti, Egyesült Arab Emírségek, Egyiptom, Salvador, Eritrea, Észak-Korea, Etiópia, Gabon, Gambia, Grenada, Grúzia, Guatemala, Guinea, Haiti, Honduras, Irán, Jamaica, Jemen, Katar, Kelet-Timor, Kenya, Kirgizisztán, Kiribati, Kolumbia, Kongó, Koszovó, Közép-afrikai Köztársaság, Kuba, Kuvait, Libanon, Libéria, Maldív-szigetek, Mali, Marokkó, Marshall-szigetek, Mauritánia, Mikronézia, Monaco, Mongólia, Montenegró, Nepál, Niger, Omán, Örményország, Oroszország, Palau, Panama, Paraguay, Peru, Ruanda, Saint Kitts és Nevis, Saint Lucia, Saint Vincent és a Grenadine-szigetek. Salamon-szigetek, San Marino, São Tomé és Príncipe, Sierra Leone, Suriname, Szamoa, Szaúd-Arábia, Szenegál, Szingapúr, Szomália, Szudán, Szváziföld, Tádzsikisztán, Tanzánia, Togo, Tonga, Türkmenisztán, Tuvalu, Ukrajna, Uruguay, Üzbegisztán, Zöld-foki Köztársaság
Az Indiára kivetett vámokat augusztus elején 50 százalékra (az eredeti 25%-ot további 25%-kal) emelte, amiért orosz olajat vásárolnak. A rendelet csak augusztus végén léphet hatályba. Ezáltal Brazília mellett India a második ország, amely esetében 50%-os vámot vezettek be. 
Miután Kínával májusban megegyeztek a 145 és 125 százalékos vámok bevezetésének elhalasztásáról, 2025. augusztus 11-én újabb 90 napra felfüggesztették azokat. Ezek alapján november 10-ig a vám kínai árukra 30%, míg az amerikai árukra kivetett kínai vámok 10 %-ot jelentettek.